# Acoustics II
Acoustics II es el primer álbum de larga duración de Minus the Bear. Es también el segundo trabajo acústico de la banda, siguiendo al EP de 2008 Acoustics, incluyendo canciones de sus álbumes anteriores. Acoustics II incluye dos nuevas composiciones y ocho reversiones de canciones de la banda y favoritas de los aficionados. Fue lanzado el 4 de septiembre de 2013 por Tigre Blanco Records, luego de una exitosa campaña en PledgeMusic.

## Lista de canciones
1. "Riddles"
2. "The Game Needed Me" - Menos el Oso
3. "Absinthe Party an the Fly Honey Warehouse" - Highly Refined Pirates
4. "Diamond Lightning" - Infinity Overhead
5. "Hooray" - Menos el Oso
6. "The Storm"
7. "When We Escape" - Planet of Ice
8. "Summer Angel" - Omni
9. "Empty Party Rooms" - Infinity Overhead
10. "Dayglow Vista Rd." - Omni

## Personal
- Jake Snider – Voz, guitarra
- Dave Knudson – Guitarra
- Erin Tate – Batería, percusión
- Cory Murchy – Bajo
- Alex Rose – Teclados, voz